# Gentiana cuneibarba
Gentiana cuneibarba är en gentianaväxtart som beskrevs av H. Smith. Gentiana cuneibarba ingår i släktet gentianor, och familjen gentianaväxter. Inga underarter finns listade i Catalogue of Life.